# Kōmeitō
El Kōmeitō (公明党?), antiguamente llamado Nuevo Kōmeitō (abreviado PNK), es un partido político japonés de centro a centro-derecha fundados por miembros de la organización budista Soka Gakkai. El actual Nuevo Kōmeitō fue formado como el resultado de una unión entre el antiguo Kōmeitō, Shinto Yuai y el Nuevo Partido de la Paz el 7 de noviembre de 1998.
El partido declaró que su misión es establecer “políticas enfocadas en el pueblo, con políticas basadas en un humanitarismo que vela por la vida humana con el mayor respeto y cuidado” (Nuevo Kōmeitō, 2002). Internamente, las propuestas del partido  incluyen la reducción del gobierno central y la burocracia, incrementar la transparencia de los asuntos públicos, un aumento en la autonomía local (prefectural) con una mayor participación del sector privado. Con respecto a la política exterior, el partido busca eliminar las armas nucleares y los conflictos armados en general. En ese sentido, el partido desea traer el “nacimiento de una nueva civilización o humanidad”.
El Nuevo Kōmeitō tuvo un predecesor con una ideología similar (aunque se encontraba en la izquierda), sin embargo el actual partido formado en 1998, es conservador y proviene de la unión del Partido del Gobierno Limpio y el Nuevo Partido de la Paz. Este partido apoyó al gobernante Partido Liberal Democrático y así lo hizo en las elecciones parlamentarias del 2000 y 2001.
En las elecciones de la Dieta de 2003 y 2004, el Partido Nuevo Kōmeitō nuevamente apoya al PLD, gracias a una base de votantes muy comprometida y bastante organizada proveniente del Soka Gakkai. Como nuevo compañero de coalición del gobernante Partido Liberal Democrático, se convirtió en una gran fuerza política en Japón.
El partido estuvo en un gobierno de coalición de mayoría con el Partido Liberal Democrático (PLD). El partido comparte su base de apoyo con el PLD, compuesto de burócratas de cuello blanco y habitantes de zonas rurales, pero también tiene un fuerte apoyo de líderes religiosos.
Sin embargo, el 27 de julio de 2005, el Secretario General del Nuevo Kōmeitō dijo que su partido estaba considerando formar un gobierno de coalición con el Partido Democrático de Japón si, en una elección repentina el PDJ obtenía la mayoría en la Cámara de Representantes. El 8 de agosto de 2005, el primer ministro Junichiro Koizumi disolvió la Cámara Baja y llamó a una elección general debido al rechazo de sus esfuerzos de privatizar el Servicio Postal de Japón, pero la oportunidad de una coalición entre los demócratas y el Nuevo Kōmeitō no pudo darse y el Partido Liberal Democrático obtuvo una inmensa mayoría en la elecciones generales.

## Resultados electorales

### Cámara de Representantes
| Elecciones | # de candidatos | # de votos                              | % de votos                              | # de escaños | +/- | Gobierno              |
| ---------- | --------------- | --------------------------------------- | --------------------------------------- | ------------ | --- | --------------------- |
| 1996       | 51              | Dentro del Partido de la Nueva Frontera | Dentro del Partido de la Nueva Frontera | 42/500       | 9a  | Oposición (1996-1998) |
| 1996       | 51              | Dentro del Partido de la Nueva Frontera | Dentro del Partido de la Nueva Frontera | 42/500       | 9a  | Coalición (1998-2000) |
| 2000       | 74              | 1.231.753 (#6)                          | 2,02                                    | 31/480       | 11  | Coalición             |
| 2003       | 55              | 886.507 (#6)                            | 1,49                                    | 34/480       | 3   | Coalición             |
| 2005       | 52              | 981.105 (#5)                            | 1,44                                    | 31/480       | 3   | Coalición             |
| 2009       | 51              | 782.984 (#6)                            | 1,11                                    | 21/480       | 10  | Oposición             |
| 2012       | 54              | 885.881 (#7)                            | 1,49                                    | 31/480       | 10  | Coalición             |
| 2014       | 51              | 765.390 (#6)                            | 1,45                                    | 35/475       | 4   | Coalición             |
| 2017       | 53              | 832.453 (#6)                            | 1,50                                    | 29/465       | 6   | Coalición             |
| 2021       | 53              | 872.931 (#7)                            | 1,52                                    | 32/465       | 3   | Coalición             |
| 2024       | 50              | 740.401 (#8)                            | 1,35                                    | 24/465       | 8   | Coalición             |

a Respecto al resultado de Kōmeitō en 1993.